# Córrego Taúbas
O córrego Taúbas, também conhecido como córrego Gerasa, é um curso de água que nasce e deságua no município brasileiro de Ipatinga, no interior do estado de Minas Gerais. Sua nascente se encontra na zona rural municipal, tendo sua foz na margem direita do ribeirão Ipanema, no interior da zona urbana, entre os bairros Canaã e Jardim Panorama.
Seus 5 km finais, antes do córrego desaguar no ribeirão Ipanema, situam-se dentro da zona urbana de Ipatinga. Quase toda essa extensão foi canalizada e deu origem à Avenida Gerasa, inaugurada em 2004, acompanhando as margens do córrego Taúbas. Essas obras de canalização tiveram o objetivo de mitigar as enchentes do manancial.
Apesar da canalização, o leito enfrenta problemas com o despejo irregular de lixo e entulho. Isso favorece a proliferação de pragas urbanas, ao mesmo tempo que interfere no escoamento das águas de chuva, potencializando eventuais enchentes. Em eventos de chuvas intensas o nível do córrego se eleva a ponto de represar as águas que escoam das galerias de bueiros.